# Eddie the Head

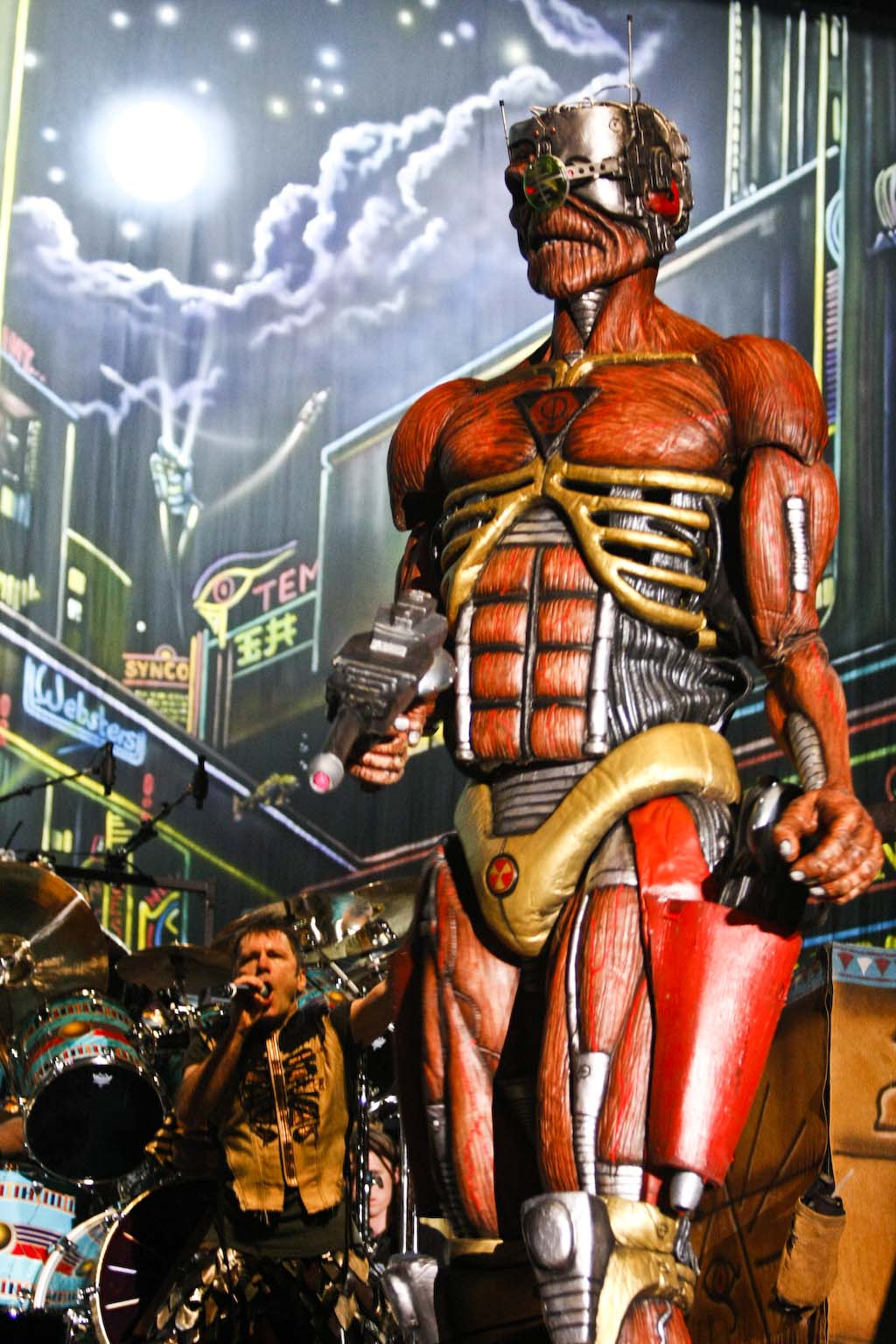
Eddie The Head in un recente live.

Eddie The Head, poi abbreviato in Edward T. H. e noto semplicemente come Eddie, è la mascotte degli Iron Maiden creata da Derek Riggs.

Appare nella maggior parte delle pubblicazioni del gruppo. Il gruppo spiegò che l'idea di chiamare in questo modo la mascotte deriva da una barzelletta molto popolare a quei tempi: 
Gli Iron Maiden hanno inoltre pubblicato la raccolta Ed Hunter che includeva un videogioco sparatutto in prima persona con protagonista Eddie.

## La nascita

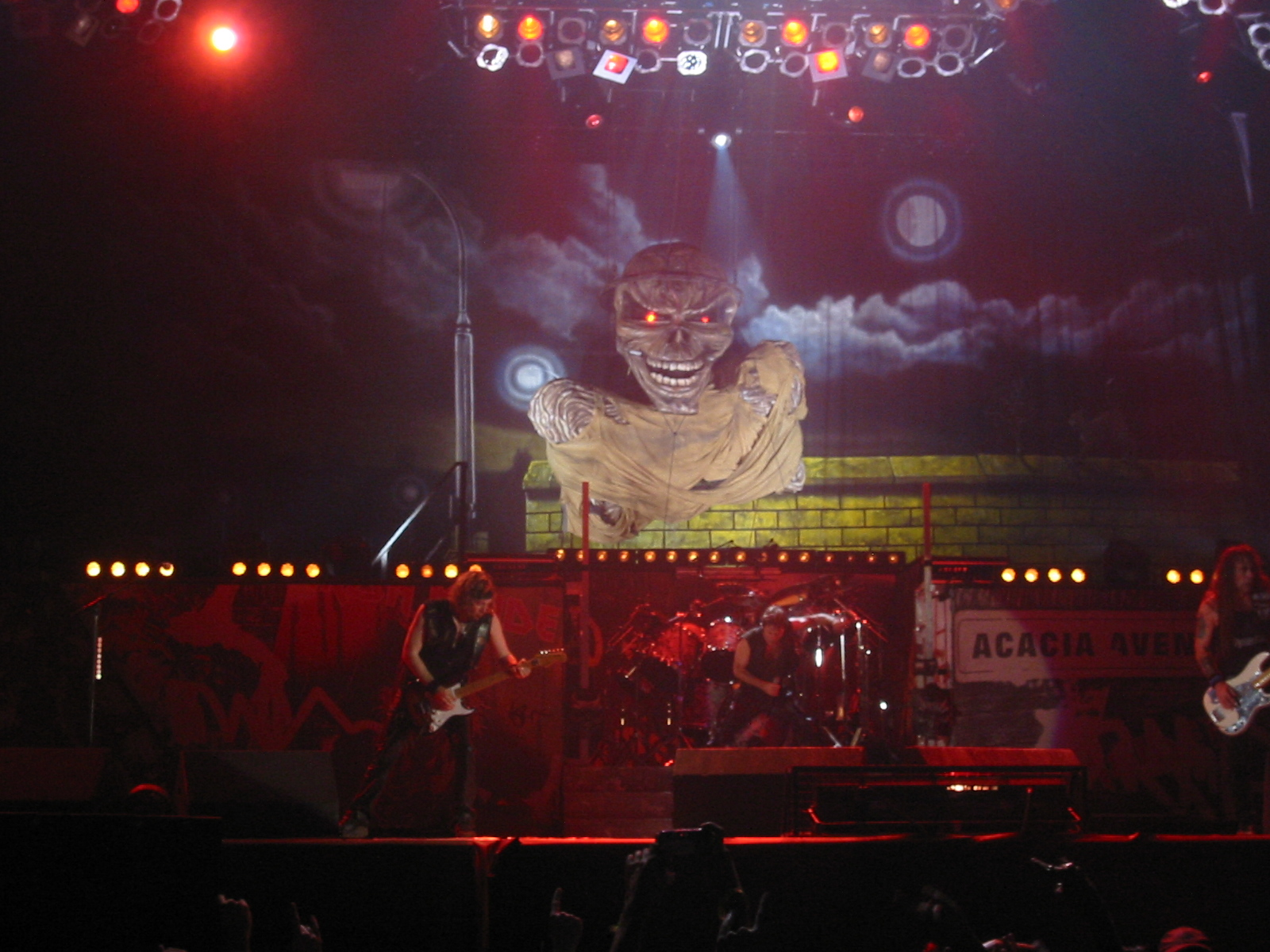
Un'immagine degli Iron Maiden in concerto, sovrastati dalla mascotte Eddie

La primissima versione della maschera di Eddie venne creata da David Brown, studente d'arte all'East Ham Technical College.
Brown diede due o tre maschere che aveva creato a Dave Beazley, il creatore degli effetti scenici per i concerti degli Iron Maiden di quel periodo.
La maschera era stata fatta in plastica, attraverso un calco in gesso del volto di un compagno di Brown al College.
Allo scopo di "impreziosirne" l'effetto, in breve tempo venne modificata, aggiungendo un sistema di pompe idrauliche e tubi in modo da permettere la fuoriuscita di fumi colorati e sangue finto.
Il successo crescente della band e la conseguente necessità di impegnare palchi più grandi portarono un rispettivo ingrandirsi delle dimensioni di Eddie, fino alla nascita del cosiddetto "walking Eddie", ovvero una versione tridimensionale di grandi dimensioni e semovente della mascotte, che fu accompagnata da sempre più elaborate scenografie.
La prima vera apparizione di Eddie avvenne sulla copertina del singolo Running Free pubblicato nel 1980, dove appariva come uno zombie molto alto e magro.
La band in quegli anni iniziò una lunga ricerca di potenziali opere da utilizzare come copertina per il loro primo omonimo album.
Proprio in questa ricerca rimasero molto colpiti da un'opera di Derek Riggs che sarebbe poi diventata la copertina del loro primo disco.
Da questo momento iniziò una "collaborazione" tra la band e l'artista che creò su misura le copertine dei dischi della band da The Number of the Beast in poi.
Derek Riggs sostenne, nel documentario Maiden 12 Wasted Years, che il progetto per Eddie era basato su quella che sarebbe stata una testa giapponese vista in un documentario televisivo che trattava della battaglia di Henderson Field, del 24 ottobre 1942.

## Apparizioni

### Sotto forma di zombie
- Running Free: Eddie appare senza un braccio, mentre insegue un ragazzo.
- Iron Maiden: di Eddie appare semplicemente il volto in primo piano, sullo sfondo di un paesaggio urbano di notte.
- Sanctuary: Eddie ha appena ucciso una donna, la quale si rivela essere una parodia del primo ministro conservatore Margaret Thatcher.
- Women in Uniform: in primo piano c'è un'altra parodia di Margaret Thatcher, stavolta vestita da poliziotta. In secondo piano c'è Eddie che cammina per strada con due prostitute.
- Killers: Eddie ghigna reggendo in mano un'accetta sanguinante (si vedono le mani della vittima aggrappate alla sua maglia).
- Maiden Japan: Eddie appare sotto diversi fasci di luce gialli e rossi impugnando una katana. Nella versione alternativa Eddie solleva davanti a sé la testa di Paul Di'Anno, il cui corpo giace ai piedi della creatura. Tra le gambe di Eddie si può notare un'accetta simile a quella di Killers.
- The Number of the Beast: c'è Eddie che tiene come burattino un diavolo che tiene a sua volta un burattino di Eddie e nell'altra mano ha un'alta fiamma.
- Piece of Mind: Eddie è rinchiuso in una camera d'isolamento dalle pareti imbottite, rasato a zero, con una camicia di forza e delle catene.
- Live After Death: raffigura Eddie mentre risorge da una tomba aprendola con violenza.
- Run to the Hills: esistono 3 copertine diverse. Nell'originale Eddie combatte contro il diavolo, nella riedizione del 1985 Eddie suona un organo e nella versione live interpreta il cantante Bruce Dickinson.
- No Prayer for the Dying: Eddie esce da una tomba, con il braccio intento a strangolare un tombarolo. Nella riedizione del 1998 la copertina è leggermente differente: il tombarolo è scomparso e Eddie pare puntare alla soggettiva dell'immagine, intento a trascinare qualcuno con sé.
- A Real Dead One: Eddie è travestito da speaker radiofonico.
- The X Factor: Eddie viene rappresentato sdraiato ed immobilizzato sul letto di una cupa sala operatoria nel momento in cui la calotta cranica viene rimossa e lascia scoperto il cervello, una scena che anticipa la copertina di Piece of Mind dove Eddie era già stato ricucito e legato. Nella copertina alternativa viene raffigurato seduto su una strana macchina, simile ad una sedia elettrica ed alle sue spalle delle travi formano una X.
- Man on the Edge: Eddie è nella stessa macchina di The X Factor, ma viene rappresentato in particolare e di fianco alla morsa che stringe il cranio.
- Lord of the Flies: Eddie è nella stessa macchina di The X Factor, ma con due enormi mosche al suo cospetto.
- Be Quick or Be Dead: Eddie stritola la testa di Robert Maxwell, sullo sfondo ci sono dei ritagli di giornale.
- Seventh Son of a Seventh Son: Eddie compare con un corpo scarnificato dallo sterno in giù (tant'è che la sua colonna vertebrale è completamente scoperta) che emerge dall'acqua. In mano regge il proprio utero (contenente un feto) la cui placenta fuoriesce da quel poco che resta della sua carne.

### Altre forme

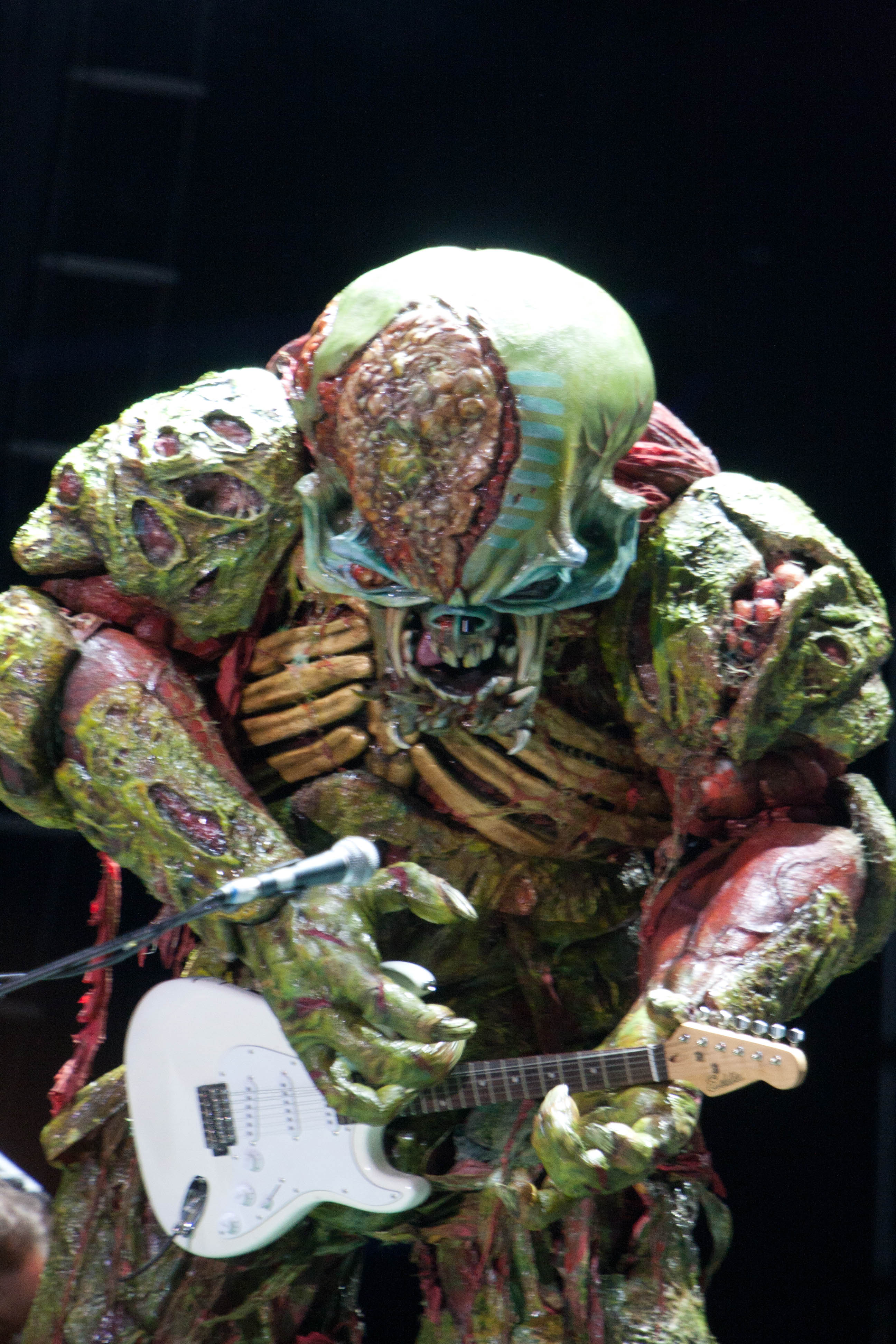
Eddie The Head in versione alieno.

- Sulla copertina di Powerslave, Eddie viene raffigurato come un Faraone.
- La copertina del singolo The Trooper mostra Eddie nei panni di un soldato inglese nella guerra di Crimea. Eddie impugna una spada insanguinata in una mano e una bandiera inglese con una punta sulla sommità dell'asta spezzata. Eddie avanza minaccioso con la calotta cranica tagliata ma chiusa. Sullo sfondo in basso a destra è raffigurata la morte con la sua falce.
- Pilota di aerei da guerra sulla copertina di Aces High e Tailgunner.
- Cyborg, sulla copertina di Somewhere in Time e sui singoli estratti da esso. La stessa versione, ingigantita, viene riproposta nella raccolta Somewhere Back in Time: The Best of 1980-1989, mentre fa esplodere la piramide di Powerslave.
- Una specie di ibrido albero e zombie nella copertina di Fear of the Dark.
- Un demone con in mano una forca, con la quale infilza Bruce Dickinson, sulla copertina di Hallowed Be Thy Name.
- Pipistrello, sulla copertina di Live at Donington.
- Re, sulla copertina di Edward the Great.
- La morte, sulle copertine di Dance of Death e Death on the Road.
- Soldato, sulla copertina di A Matter of Life and Death e 2 Minutes to Midnight.
- In Virtual XI è un demone.
- In Brave New World la testa di Eddie è formata dalle nuvole che si stagliano minacciose nei cieli di una Londra futuristica. La testa di Eddie formata dalle nuvole è presente anche nella copertina di Rock in Rio, dove il palco del festival è la sua bocca. Nella versione in DVD, una nebulosa con la forma della testa di Eddie osserva la Terra dallo spazio, mentre dei fulmini escono dai suoi occhi.
- In The Final Frontier Eddie è rappresentato come un alieno, chiaramente ispirato ai leggendari Predator, alieni fantascientifici creati negli anni ottanta e protagonisti di diversi film.
- Sulla copertina del singolo Wildest Dreams indossa una tuba ed è così grande che gli Iron Maiden riescono a guidare delle automobili fin dentro la sua bocca. In Different World, invece, è talmente grande da tenere in mano un intero pianeta come fosse una mela.
- Sulla copertina di From Fear to Eternity: The Best of 1990-2010 è una sorta di incrocio tra il demone di Virtual XI e la morte.
- Sulla copertina di Out of the Silent Planet sta tenendo una sorta di comizio.
- Sulla copertina di The Wicker Man viene rappresentata la scena finale dell'omonimo film britannico del 1973 da cui il brano prende il nome, dove Eddie è l'enorme statua di vimini che viene fatta bruciare, e sotto di lui sono rappresentati gli abitanti di Summerisle mascherati che la guardano allegri.

### Eccezioni
- Le uniche copertine del gruppo in cui Eddie non appare sono The Soundhouse Tapes, Live!! +one, Running Free (Live), From Here to Eternity e Wasting Love.

### Altri media
- Appare nel fumetto Marvel X-Men: Hellfire Gala uscito nel 2022.[5]